# Elezioni generali in Ecuador del 2006
Le elezioni generali in Ecuador del 2006 si tennero il 15 ottobre per l'elezione del Presidente e il rinnovo del Congresso nazionale, con ballottaggio il 26 novembre per le elezioni presidenziali.
Fu eletto Presidente Rafael Correa, sostenuto da Alianza País, che sconfisse il candidato del Partito Rinnovatore Istituzionale di Azione Nazionale, Álvaro Noboa.

## Risultati

### Elezioni presidenziali
| Candidati                   | Partiti                                               | I turno   | I turno | II turno  | II turno |
| Candidati                   | Partiti                                               | Voti      | %       | Voti      | %        |
| --------------------------- | ----------------------------------------------------- | --------- | ------- | --------- | -------- |
| Rafael Correa               | Alianza País - PS-FA                                  | 1 246 333 | 22,84   | 3 517 635 | 56,67    |
| Álvaro Noboa                | Partito Rinnovatore Istituzionale di Azione Nazionale | 1 464 251 | 26,83   | 2 689 418 | 43,33    |
| Gilmar Gutiérrez            | Partito Società Patriottica                           | 950 895   | 17,42   |           |          |
| León Roldós Aguilera        | Sinistra Democratica                                  | 809 754   | 14,84   |           |          |
| Cynthia Viteri              | Partito Sociale Cristiano                             | 525 728   | 9,63    |           |          |
| Luis Macas                  | Pachakutik                                            | 119 577   | 2,19    |           |          |
| Fernando Rosero             | Partito Roldosista Ecuadoriano                        | 113 323   | 2,08    |           |          |
| Marco Proaño Maya           | Movimento di Rivendicazione Democratica               | 77 655    | 1,42    |           |          |
| Luis Villacís               | Movimento Popolare Democratico                        | 72 762    | 1,33    |           |          |
| Jaime Damerval              | Concentración de Fuerzas Populares                    | 25 284    | 0,46    |           |          |
| Marcelo Larrea Cabrera      | Alianza Tercera República                             | 23 233    | 0,43    |           |          |
| Lenin Torres                | Movimento Rivoluzionario di Partecipazione Popolare   | 15 357    | 0,28    |           |          |
| Carlos Sagnay de la Bastida | Frente Radical Alfarista                              | 13 455    | 0,25    |           |          |
| Totale                      | Totale                                                | 5 457 607 | 100     | 6 207 053 | 100      |

### Elezioni parlamentari
| Liste                                                 | Voti | % | Seggi |
| ----------------------------------------------------- | ---- | - | ----- |
| Partito Rinnovatore Istituzionale di Azione Nazionale |      |   | 28    |
| Partito della Società Patriottica                     |      |   | 24    |
| Partito Sociale Cristiano                             |      |   | 13    |
| Sinistra Democratica                                  |      |   | 7     |
| Partito Roldosista Ecuadoriano                        |      |   | 6     |
| Pachakutik                                            |      |   | 6     |
| Unione Democratica Cristiana                          |      |   | 5     |
| Red Ética y Democracia                                |      |   | 5     |
| Movimento Popolare Democratico                        |      |   | 3     |
| Partito Socialista - Fronte Ampio                     |      |   | 1     |
| Acción Regional por la Equidad                        |      |   | 1     |
| Movimiento Ciudadano Nuevo País                       |      |   | 1     |
| Totale                                                |      |   | 100   |